# Alpes rhétiques

Carte de la « Partition des Alpes » (Partizione delle Alpi) adoptée en 1926, les Alpes rhétiques et les Alpes atésines en 11.

Les Alpes rhétiques ou Alpes grisonnes sont un ensemble des Alpes orientales centrales compris entre la haute-vallée du Rhin postérieur et le val Bregaglia à l'ouest et la vallée de l'Adda (la Valteline) au sud et à l'est. Ils s'étendent entre la Suisse orientale (les cantons des Grisons et du Tessin), le Liechtenstein, l'Autriche (les États de Vorarlberg et de Tyrol), et l'Italie (les régions de la Lombardie et du Trentin-Haut-Adige). L'Inn s'écoule également au sein de cet ensemble, en direction du nord-est.

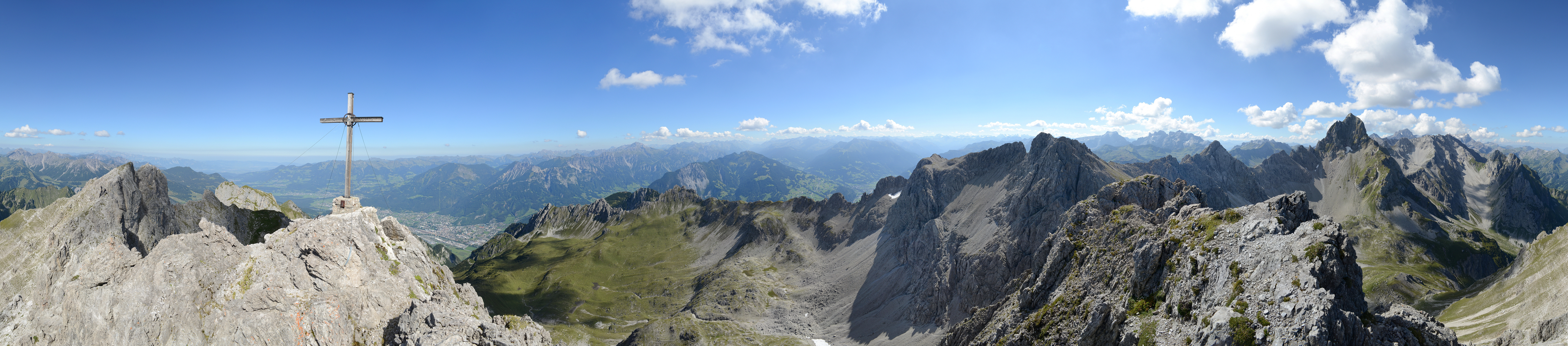
Vue panoramique depuis le Gottvaterspitze (2438 m), dans le massif du Rätikon, vers le nord-est.

La dénomination fait référence aux Rhètes, un ancien peuple celtique qui apparaît au Néolithique sur les actuelles régions des Grisons en Suisse, du sud et de l'est du Tyrol autrichien ainsi que des vallées alpines du Trentin, des Dolomites et du Frioul, dans le Nord de l'Italie. Leur territoire est devenu une province de l'Empire romain sous le nom de Rhétie (Raetia). L'ancien canton de Rhétie de la République helvétique, créé en 1799 lors de l'annexion des Trois Ligues, correspondait à l'actuel canton des Grisons de la Suisse.
Selon la classification traditionnelle de la « Partition des Alpes » (Partizione delle Alpi) adoptée en 1926, les massifs des Alpes rhétiques font partie des Alpes centrales. Le col de Resia les sépare des Alpes atésines (également appelées Alpes rhétiques orientales) à l'est. Des points de vue suisse et autrichien, la distinction est faite entre ceux situés au nord-ouest de l'Inn et ceux situés au sud-est. Dans la littérature germanophone, ne sont incluses dans les Alpes rhétiques que les massifs à gauche de l'Inn tandis que les massifs à droite sont parfois appelées les Alpes grisonnes. Elles comprennent (respectivement du nord au sud) :
- rive gauche de l'Inn :
  - le Rätikon
  - le massif de Verwall
  - le massif de Samnaun
  - le Silvretta
  - la chaîne de Plessur
  - la chaîne de l'Albula
  - la chaîne de l'Oberhalbstein
- rive droite de l'Inn :
  - la chaîne de Sesvenna
  - la chaîne de Livigno
  - la chaîne de la Bernina

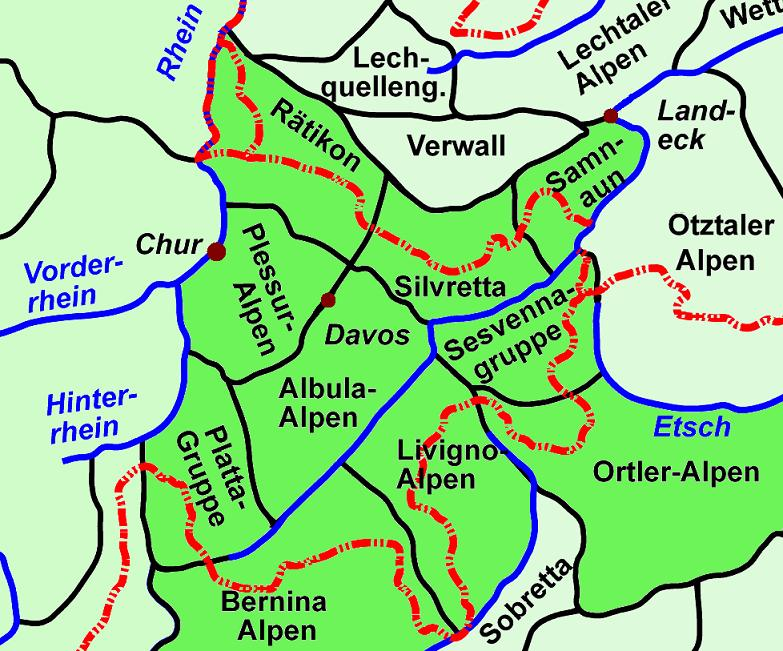
Carte des Alpes centrales-orientales.

Selon la séparation des Alpes en deux parties, répandue en particulier par la classification orographique développée par les clubs alpins allemand, autrichien et sud-tyrolien (Alpenvereinseinteilung der Ostalpen, AVE), les massifs de part et d'autre de l'Inn font partie des Alpes orientales centrales.

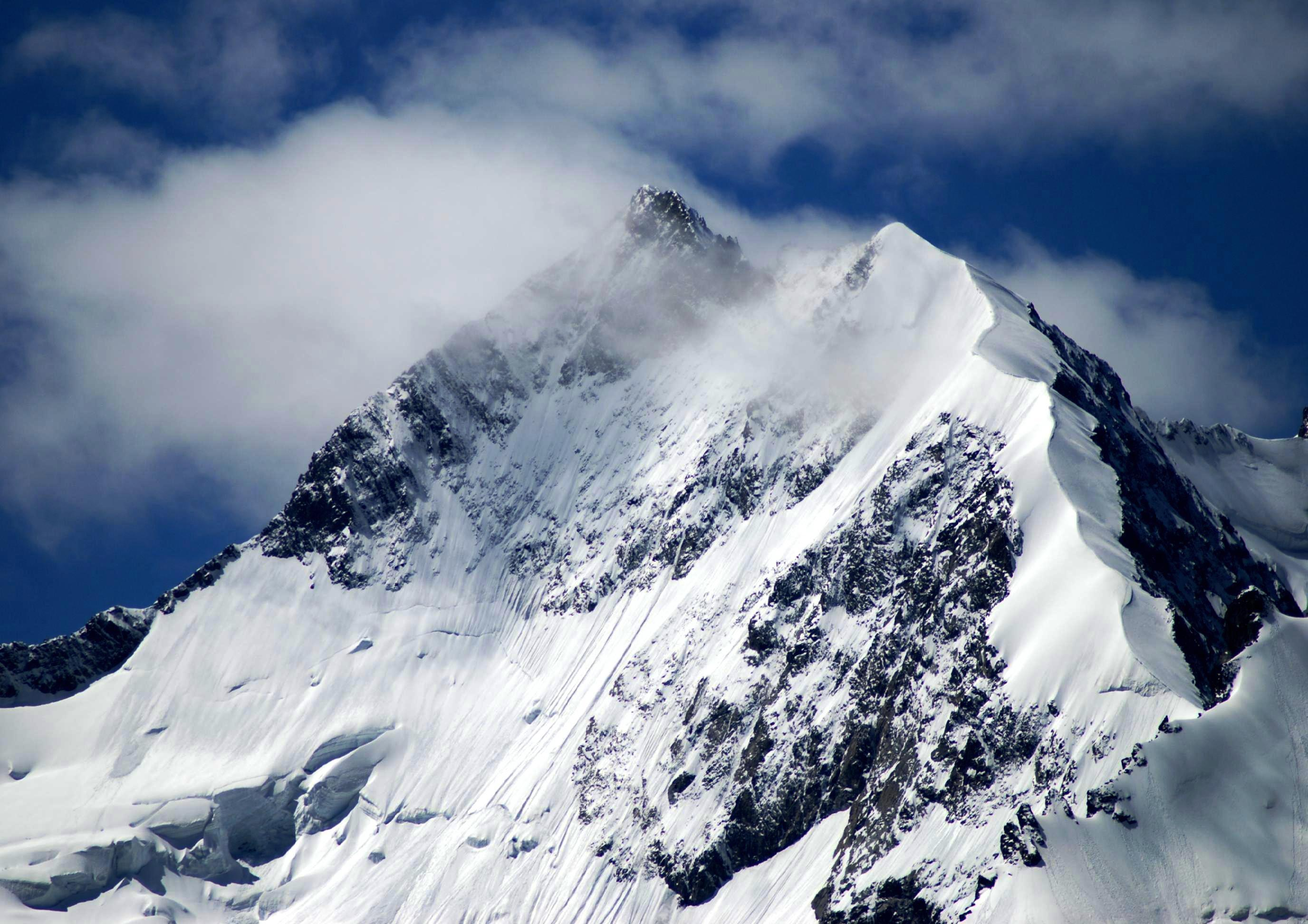
Vue du piz Bernina.

Quelques-uns des principaux sommets des Alpes rhétiques sont :
- le Piz Bernina (4 048 m, chaîne de Bernina)
- le Piz Zupò (3 995 m, chaîne de Bernina)
- le Piz Roseg (3 935 m, chaîne de Bernina)
- le Bellavista (3 920 m, chaîne de Bernina)
- le Piz Palü (3 899 m, chaîne de Bernina)
- le Monte Disgrazia (3 678 m, chaîne de Bernina)
- la Cima de Piazzi (3 440 m, chaîne de Livigno)
- le Piz Kesch (3 418 m, chaîne de l'Albula)
- le Piz Linard (3 410 m, Silvretta)
- le Fluchthorn (3 398 m, Silvretta)
- le Piz Platta (3 392 m, chaîne de l'Oberhalbstein)

Du point de vue italien, les massifs des Alpes rhétiques s'étendent des Alpes bavaroises au nord aux Préalpes lombardes (les Alpes bergamasques et les montagnes autour du lac de Garde au sud, comprenant également les Alpes atésines à l'est ainsi que les massifs des Préalpes orientales méridionales au-delà du col du Stelvio et le cours de la rivière Adda au sud-est. Selon la proposition récente de la subdivision orographique internationale unifiée du système alpin (SOIUSA) visant à normaliser les diverses subdivisions nationales, les Alpes rhétiques au sens large peuvent être réparties en trois groupes :
- les Alpes rhétiques occidentales, rive gauche et rive droite de l'Inn ;
- les Alpes rhétiques orientales : les Alpes de l'Ötztal, les Alpes de Stubai et les Alpes de Sarntal (Alpes atésines) ;
- les Alpes rhétiques méridionales : le massif de l'Ortles, le massif de Sobretta-Gavia, le massif de Non, le massif d'Adamello-Presanella et le massif de Brenta.